# Орово
О́рово (фин. Orava) — деревня в Колтушском городском поселении Всеволожского района Ленинградской области.

## Название
Название происходит от финского «orava» — белка.

## История
По мнению авторов краеведческой книги «Всеволожск» И. В. Венцеля и Н. Д. Солохина деревня возникла ещё до Северной войны, во времена шведского владычества, но картографическое упоминание деревни — селение Орва происходит лишь на карте Ингерманландии А. Ростовцева в 1727 году.
Деревня Orawa упоминается в наиболее старых из сохранившихся церковных регистрационных книгах Колтушского лютеранского прихода 1745 года.
Как деревня Орова она обозначена на «карте окружности Санкт-Петербурга» 1810 года.

ОРОВА — деревня, жителей 46 м. п., 57 ж. п. (1838 год)

На этнографической карте Санкт-Петербургской губернии П. И. Кёппена 1849 года она обозначена как деревня «Orawa», расположенная в ареале расселения савакотов. В пояснительном тексте к этнографической карте указано количество её жителей на 1848 год: савакотов — 54 м. п., 68 ж. п., финляндских карелов — 22 м. п., 25 ж. п., всего 169 человек.

ОРОВА — деревня г. Чоглокова, по просёлкам, дворов 20, жителей 57 м. п. (1856 год)

Число жителей деревни по X-ой ревизии 1857 года: 54 м. п., 63 ж. п..
В 1860 году в деревне было 28 дворов.

ОРОВО — деревня владельческая при колодцах; 20 дворов, жителей 54 м. п., 63 ж. п. (1862 год)

Согласно подворной переписи 1882 года в деревне Ораво проживали 29 семей, число жителей: 85 м. п., 86 ж. п., все лютеране, разряд крестьян — собственники, а также пришлого населения 8 семей, в них: 17 м. п., 13 ж. п., все лютеране.

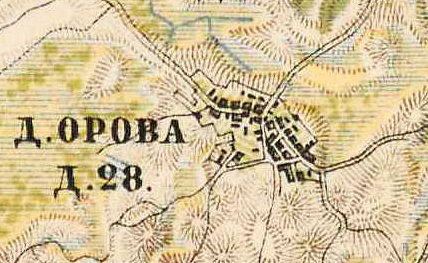
План деревни Орово. 1885 год

В 1885 году деревня насчитывала 28 дворов. По данным Материалов по статистике народного хозяйства в Шлиссельбургском уезде 1885 года, 26 крестьянских дворов в деревне Ораво (или 89 % всех дворов), занимались молочным животноводством, 5 крестьянских дворов (или 17 % всех дворов), выращивали на продажу смородину, клубнику и малину.
В 1893 году, согласно карте Шлиссельбургского уезда, деревня Орова насчитывала 31 крестьянский двор.

ОРОВО — деревня на земле Оровского сельского общества при просёлочной дороге; 34 двора, 109 м. п., 134 ж. п., всего 243 чел. (1896 год)

В конце XIX — начале XX века деревня административно относилась к Колтушской волости 2-го стана Шлиссельбургского уезда Санкт-Петербургской губернии. Население деревни было однородным — финским.
В 1901 году в деревне открылась одноклассная школа.
В 1909 году в деревне был 31 двор.
В 1914 году в деревне работала земская школа (Оровское училище), учителем в которой работал Павел Хуттер.

ОРОВО — деревня Куйворовского сельсовета Ленинской волости, 55 дворов, 274 души.

Из них: финнов-ингерманландцев — 54 двора, 271 душа; финнов-суоми — 1 двор, 3 души. (1926 год)

По административным данным 1933 года деревня Орово относилась к Куйворовскому финскому национальному сельсовету.
В 1938 году население деревни составляло 314 человек, все финны.

ОРОВО — деревня Колтушского сельсовета, 324 чел. (1939 год)

С 14 апреля 1939 года по 20 марта 1959 года деревня входила в состав Красногорского сельсовета.

План деревни Орово. 1939 год

В 1940 году деревня насчитывала 43 двора.
До 1942 года — место компактного проживания ингерманландских финнов.
В 1958 году население деревни составляло 255 человек.
По данным 1966, 1973 и 1990 годов деревня Орово входила в состав Колтушского сельсовета.
В 1997 году в деревне проживали 119 человек, в 2002 году — 134 человек (русских — 69%), в 2007 году — 99.

## География
Деревня расположена в юго-западной части района на автодороге 41К-078 (Санкт-Петербург — Всеволожск), к югу от города Всеволожска.
Расстояние до административного центра поселения — 3 км.
Деревня находится на Колтушской возвышенности.

## Демография
| 1862 | 2007 | 2010 | 2017 |
| ---- | ---- | ---- | ---- |
| 117  | ↘99  | ↗126 | ↗154 |

Национальный состав
Согласно данным Всероссийской переписи населения 2021 года в деревне проживали 236 человек, из них:
 русские — 192, финны-ингерманландцы — 10, евреи — 6, армяне — 5, украинцы — 3, немцы — 2, таджики — 1, узбеки — 1, другие национальности — 2 человека,  остальные национальность не указали.

## Административное подчинение
- с 1 марта 1917 года — в Колтушской волости Шлиссельбургского уезда.
- с 1 января 1921 года — в Куйворовском сельсовете Колтушской волости Шлиссельбургского уезда.
- с 1 февраля 1923 года — в Куйворовском сельсовете Ленинской волости Ленинградского уезда.
- с 1 августа 1927 года — в Куйворовском сельсовете Ленинского района Ленинградского округа.
- с 1 июля 1930 года — в Куйворовском сельсовете Ленинградского Пригородного района.
- с 1 августа 1934 года — в Колтушском сельсовете.
- с 1 августа 1936 года — в Колтушском сельсовете Всеволожского района.
- с 1 января 1939 года — в Красногорском сельсовете.
- с 1 марта 1959 года — в Колтушском сельсовете[32].

## Известные уроженцы
- Мария Каява (1908—1998) — основательница первой лютеранской общины в послевоенном СССР.

Родилась в 1908 году в деревне Орава. Её семья была сослана в Сибирь в 1930-е годы. В ссылке стала проповедником.
Когда к концу 1938 года в СССР не осталось ни одного легально существующего лютеранского прихода, ни одного служащего на свободе пастора — отпевала и крестила.
Основала приход в Петрозаводске в 1969 году. Это была первая после войны евангелическо-лютеранская община в СССР. О ней написана книга «Длинный путь Марии Каява» (Ева Месияйнен, 1990 г.).
- Анна-Мария Ивановна Муллонен (1930—2008) — выдающийся вепсолог.

Родилась 20 марта 1930 года в большой крестьянской семье в финской деревне Орава под Ленинградом. Весной 1942 года её семья была сослана в Ханты-Мансийский автономный округ.
С 1958 года занималась научной работой в Институте языка, литературы и истории Карельского филиала АН СССР. Автор «Словаря вепсского языка» и «Образцов вепсской речи».
С 1970 года заведовала кафедрой финского языка и литературы Петрозаводского университета. Автор учебника «Говорим по-фински» и книги о своем народе с образцами ингерманландской речи — «Elettiinpä ennen Inkerissä» (2004). Ей было присвоено звание заслуженного деятеля науки Республики Карелия, заслуженного работника высшей школы Российской Федерации, она награждена орденом «Знак Почета».
Её не стало 7 декабря 2008 года.
- Юлия Ивановна Ланкинен — заслуженный учитель Карельской АССР, депутат Верховного Совета СССР VIII-го созыва[48].
- Иван Иванович Мехиляйнен (1932) — артист Национального театра Республики Карелия и Ульяновского драматического театра[49].

## Прочее
Деревня закреплена за МОУ «Колтушская средняя общеобразовательная школа им. ак. И. П. Павлова».
Рядом с деревней проходят два нефтепровода: Кириши — Приморск, Палкино — Приморск и газопровод.

## Улицы
Кольцевая, Лесная, Песочная, Полевая, Полевой переулок.